# روجر نورييغا
روجر نورييغا (بالإنجليزية: Roger Noriega)‏ هو دبلوماسي أمريكي، ولد في 1959 في ويتشيتا في الولايات المتحدة.

## وصلات خارجية
- روجر نورييغا على موقع إن إن دي بي (الإنجليزية)